# Бомбардировка Герники
Бомбардировка Герни́ки — воздушный налёт немецкого «Легиона Кондор» на город Герни́ка в ходе гражданской войны в Испании 26 апреля 1937 года.

## Причины и осуществление
Город Герни́ка — исторический и культурный центр Страны Басков. Там находится дерево, под которым в старину проходили народные собрания и приводились к присяге представители власти. В 1937 году находился в руках республиканцев, которые вели оборону Бильбао. В Гернике, кроме приблизительно 3700 местных жителей, находились солдаты республиканской армии. Существовала военная промышленность — 3 фабрики, в том числе одна из двух в Испании по производству авиационных бомб, и фабрика по производству стрелкового оружия, в том числе автоматических пистолетов типа Маузер 96К. Кроме того, в районе бомбардировки располагался стратегически важный мост.

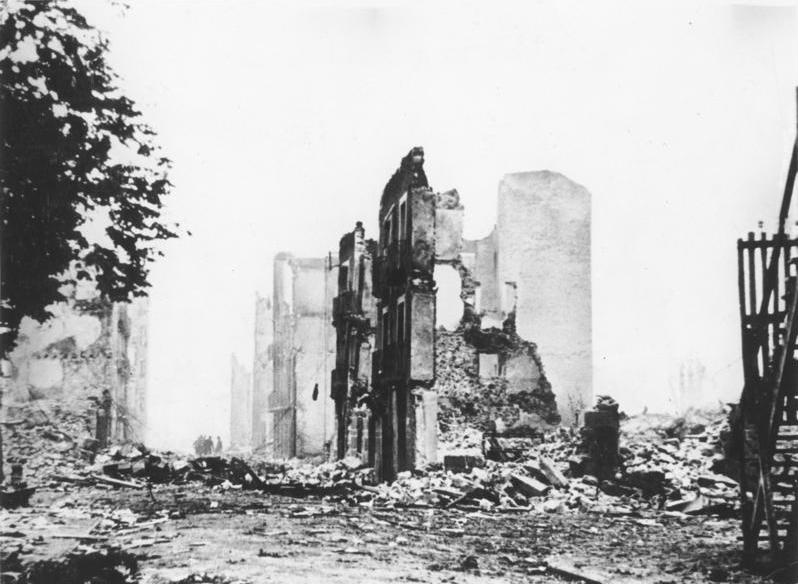
Руины Герники

Таким образом, теоретически бомбардировка могла быть оправдана с военной точки зрения.
C 16:30 по 18:45 несколько групп самолётов (основной ударной силой были Юнкерс Ю 52, было также 3 итальянских бомбардировщика Савойя SM.79 и 1 Дорнье-17) сбросили 50- и 250-килограммовые бомбы (в том числе зажигательные) на город. Общее количество сброшенных на город бомб оценивается различными источниками как в 30, так и в 40 тонн.

## Жертвы и последствия
Вследствие бомбардировки возник пожар, который уничтожил большую часть города из-за запоздалого прибытия и неадекватных действий пожарных из Бильбао. Именно пожар, а не непосредственно авианалёт явились причиной катастрофических разрушений (не менее 75 % построек).
Оценки числа человеческих жертв значительно различаются: от 120 человек до 300, в зависимости от политических воззрений считавших (первая цифра — подсчёты историков, симпатизирующих националистам Франко, вторая принята в Стране Басков). Учитывая то, что в условиях войны сложно вести подсчёт потерь и идентифицировать жертв, наиболее реалистичной цифрой может быть 150—250 человек погибших непосредственно во время бомбардировки.
Кроме того, около 600 человек умерло в больнице города Бильбао, куда были доставлены многие пострадавшие из Герники и окрестностей.
Через два дня после бомбардировки войска националистов заняли Гернику, солдаты готовились спилить Дерево Герники, но подразделение рекете взяло его под охрану.

## Резонанс
На следующий день сообщение Джона Стира о бомбардировке было напечатано в газете Times. В нём разоблачалось участие Германии в испанской гражданской войне и, помимо объективной информации, давалось начало некоторым мифам о Гернике (например, о том, что бомбёжка произошла в базарный день, когда крестьяне со всей округи собрались в городе, хотя в действительности базарный день был отменён в связи с военным положением).
Вскоре появилась знаменитая картина Пикассо «Герника» (впервые выставлена в июле 1937 г.)
Пропаганда франкистов отрицала факт бомбёжки и упорно утверждала, что город был подожжён самими республиканцами в рамках тактики «выжженной земли» (такое действительно произошло с городом Ирун, также в Стране Басков).
Сегодня баскские националисты используют версию событий в Гернике в том числе как историческое оправдание своего права на самоопределение.